# 卡龙加
9°56′S 33°56′E / 9.933°S 33.933°E
卡龙加（Karonga）是马拉维北部区卡龙加县的行政中心，位于马拉维湖的西岸。1877年曾经作为一个奴隶中心。卡龙加2008年人口估计有42,555人。

## 社会

### 人口数据
| 年份 | 人口   |
| ---- | ------ |
| 1987 | 19,667 |
| 1998 | 27,816 |
| 2008 | 42,555 |

### 语言
通布卡语普遍在家庭和学校中使用 。

## 经济
本区经济支柱是沿湖的棉花和水稻生产以及西部的咖啡和牲畜。